# Tessamoro pallidus
Tessamoro pallidus là một loài nhện trong họ Linyphiidae.
Loài này thuộc chi Tessamoro. Tessamoro pallidus được Kirill Yuryevich Eskov miêu tả năm 1993.